# József Kemény
József Kemény (n. 11 septembrie 1795, Luncani, România – d. 12 septembrie 1855, Luncani, Luna, Cluj, România) a fost un istoric maghiar din Marele Principat al Transilvaniei.

## Familia și studiile
Tatăl său a fost baronul Farkas Kemény, iar mama sa, Terezia, a fost sora episcopului Ignațiu Batthyány. A studiat la Liceul Piarist din Cluj.

## Merite culturale
Lui Kemény i se datorează achiziționarea unei acuarele cu reprezentarea grafică a mormântului lui Mihai Viteazul, așa cum a fost el construit de Doamna Stanca la începutul secolului al XVII-lea.
Tot lui i se datorează publicarea jurnalului primarului sibian Johannes Lutsch, care a murit de ciumă la Istanbul în 1661.
În anul 1795 a construit pe cheltuiala proprie Biserica Sfinții Arhangheli, pentru românii din Luncani.

## Decesul
A murit la Castelul Kemény din Luncani, unde a fost înmormântat.

## Scrieri
- Historia, ritus et progressus regii in Transilvania gubernii, 1814;
- Deutsche Fundgruben der Geschichte Siebenbürgens, Klausenburg [Cluj], 1839.